# ويليام هاتفيلد
ويليام هاتفيلد (بالإنجليزية: Ernest Chapman)‏ هو كاتب أسترالي، ولد في 1892، وتوفي في 1969.